# Benedek Gergely
Benedek Gergely (Brassó, 1930. április 13. – Budapest, XIV. kerület, 2021. október 30.) magyar szlavista nyelvész, egyetemi oktató, B. Gergely Piroska férje.

## Életpályája
1949-ben Kolozsváron érettségizett, majd ugyanott orosz szakot végzett a Bolyai Tudományegyetemen 1953-ban, és  tanársegéd lett az egyetem Orosz Nyelvi Tanszékén. Tevékenységét folytatta az egyesülés után a Babeș–Bolyai Tudományegyetemen is,  1963-tól már az új Szláv Nyelvi Tanszéken. Itt lett adjunktus 1970-ben, majd docens 1990-ben. 
1992-ben feleségével, a nyelvész  B. Gergely Piroskával áttelepült Magyarországra, ahol a Miskolci Egyetemen kapott állást docensi beosztásban. Kolozsvári doktori disszertációja alapján 1993-ban megkapta a nyelvtudomány kandidátusa címet.

## Munkássága
Kutatási területei: az erdélyi szlávság története és nyelve, a magyar és román nyelv szláv jövevényszavainak párhuzamos vizsgálata, a jelentésfejlődés törvényszerűségei.

### Cikkei (válogatás)
- Benedek Gergely: A bihari és szilágysági szlovák nyelvjárás vizsgálatának terve. Studia Universitatum Victor Babeș et Bolyai. Series IV: Philologia 1958, 3/6: 193–196.
- Benedek, Grigore: Despre un grai slovac mixt din regiunea Crişana (Graiul din Borumlaca şi Vărzari). Romanoslavica  7, 1963, 219–240.
- Benedek, Grigore: Koexistencia rôznych nárečových systémov v slovenských nárečiach v stoliciach Bihor a Sălaj v Rumunsku. Slováci v zahraničí 1974. 2. Matica slovenská, Martin. 130–140.
- Benedek, Grigore:  Jeden prípad nivelizačného procesu rôznorodých nárečí. Studii de limbă, literatură şi metodică. Universitatea Babeş-Bolyai Cluj-Napoca, Facultatea de Filologie, Catedra de Filologie Slavă 2, 1978, 7–14.
- Benedek Gergely: Összehasonlító szláv jelentéstan és lengyel–magyar párhuzamok. Polono-Hungarica 7, 1995, 60–65.
- Бенедек, Гергей:  Язык и диалект: Относительно статуса русинских говоров в Венгрии. Studia Slavica Academiae Scientiarum Hungaricae 48, 2003, 11–24.

### Könyvei
- Benedek, Grigore: Sistemul fonetico-fonologic al graiurilor slovace din județele Bihor și Sălaj. Kolozsvár. 1971. 270 oldal. Doktori disszertáció, Egyetemi Központi Könyvtár, Kolozsvár
- Benedek Gergely: Komlóska ruszin nyelvjárása, Magyar Nyelvtudományi Társaság, Budapest, 2022. 171 oldal